# George Ramsay, 12. Earl of Dalhousie
George Ramsay, 12. Earl of Dalhousie, CB (* 26. April 1806; † 20. Juli 1880 auf Dalhousie Castle) war ein schottisch-britischer Adliger und Marineoffizier.

## Leben
Ramsay wurde am 26. April 1806 als Sohn des Hon. John Ramsay (1775–1842) und dessen Gattin Mary Delise geboren. Sein Vater war Lieutenant-General der British Army und der vierte Sohn des George Ramsay, 8. Earl of Dalhousie. Er hatte sechs Geschwister, fünf Brüder und eine Schwester. Am 12. August 1845 heiratete er Sarah Frances Robertson († 1904), mit der er vier Söhne hatte. 
Ramsay diente ab 1820 als Offizier bei der Royal Navy. 1856 wurde er zum Companion des Order of the Bath ernannt und übernahm 1857 den Posten des Kommandeurs des Pembroke Dockyard. 1862 wurde Ramsay zum Konteradmiral befördert. Zwischen 1866 und 1869 leitete er mit der South America Station einen wichtigen Teil der britischen Marine und erlangte dort den Rang des Vizeadmirals. Als sein Cousin Fox Maule-Ramsay, 11. Earl of Dalhousie, am 6. Juli 1874 kinderlos verstarb, erbte er dessen schottische Adelstitel als 12. Earl of Dalhousie, 12. Lord Ramsay of Keringtoun und 13. Lord Ramsay of Dalhousie. Am 12. Juni 1875 wurde ihm von Königin Victoria zudem der Titel Baron Ramsay, of Glenmark in the County of Forfar, verliehen. Durch letzteren Titel, der zur Peerage of the United Kingdom gehört, erhielt er einen automatischen Sitz im House of Lords. Im selben Jahr trat er in den Ruhestand und wurde er am 5. August 1875 zum Admiral befördert. Mit seinem Tod gingen seine Titel auf seinen ältesten Sohn John William über.